# Sweedie
Sweedie o Sweedie, the Swedish Maid, che in italiano si potrebbe tradurre come la svedesina, è un personaggio cinematografico creato per una serie di comiche prodotte dalla Essanay, una compagnia di Chicago attiva al tempo del muto. Il ruolo dell'esuberante e ben piazzata ragazza svedese (e qui stava la gag) era ricoperto en travesti dal rude e mascolino Wallace Beery, ancora ai primi passi di una carriera che sarebbe stata piena di successi e che lo avrebbe visto anche vincitore di un Oscar.
La serie, inaugurata nel 1914 con Sweedie the Swatter, conta circa una trentina di cortometraggi esaurendo il suo ciclo nel 1916 con un'ultima pellicola prodotta questa volta dalla Nestor Film Company, Sweedie, the Janitor. Tranne pochissimi film, due dei quali firmati dallo stesso Beery e un terzo da Richard Foster Baker, nessun'altra delle avventure di Sweedie riporta il nome di un regista.

## Filmografia
- Sweedie the Swatter (1914)
- Sweedie and the Lord (1914)
- Topsy-Turvy Sweedie (1914)
- Sweedie and the Double Exposure (1914)
- Sweedie Springs a Surprise (1914)
- Sweedie's Skate (1914)
- Sweedie's Clean-Up (1914)
- Golf Champion 'Chick' Evans Links with Sweedie (1914)
- The Fickleness of Sweedie  (1914)
- Sweedie Learns to Swim (1914)
- She Landed a Big One, regia di Wallace Beery (1914)
- The Laundress (1914)
- Sweedie the Trouble Maker (1914)
- Countess Sweedie (1914)
- Sweedie at the Fair (1914)
- A Maid of War (1914)
- Sweedie and the Hypnotist (1914)
- Sweedie Collects for Charity (1914)
- Sweedie and the Sultan's Present (1915)
- Sweedie's Suicide (1915)
- Sweedie and Her Dog (1915)
- The New Teacher (1915)
- Sweedie Goes to College, regia di Richard Foster Baker (1915)
- Sweedie's Hopeless Love (1915)
- Sweedie Learns to Ride (1915)
- Sweedie in Vaudeville (1915)
- Sweedie's Hero (1915)
- Sweedie's Finish (1915)
- Sweedie, the Janitor, regia di Wallace Beery (1916)